# Dmitri Nikolajewitsch Kokarew
Dmitri Nikolajewitsch Kokarew (russisch Дмитрий Николаевич Кокарев; * 18. Februar 1982 in Pensa) ist ein russischer Schachspieler.
Bei der U14-Europameisterschaft 1996 in Rimavská Sobota belegte er den zweiten Platz, die U18-Weltmeisterschaft 1999 in Oropesa del Mar konnte er gewinnen.
In der russischen Mannschaftsmeisterschaft spielte Kokarew bis 2014 für Polytechnik Nischni Tagil, seit 2015 spielt er für die Mannschaft von Siberia Nowosibirsk, mit der er 2015 in Sotschi russischer Mannschaftsmeister wurde sowie den European Club Cup gewann. Im Juni 2010 gewann er den 3. Mayor’s Cup in Mumbai ungeschlagen mit 9 Punkten aus 11 Partien. Mannschaftsschach spielte er 2012 auch in Bangladesch, und zwar für Duronto Rajshahi, sowie bei der spanischen Mannschaftsmeisterschaft 2018 für Oromana Schneider Electric. 2013 wurde er beim Tschigorin-Memorial in Sankt Petersburg Zweiter hinter Pawel Eljanow.
Den Titel Schachgroßmeister trägt Dmitri Kokarew seit Januar 2007, die Normen hierfür erzielte er beim Tschigorin-Memorial im Oktober 2004 in Sankt Petersburg, beim Moskau Open im März 2005 in Moskau (mit Übererfüllung) sowie bei einem Großmeister-Turnier im August 2006 in Saratow.
Seine Elo-Zahl beträgt 2579 (Stand: November 2023). Mit seiner bisher höchsten Elo-Zahl von 2651 im Januar 2017 lag er auf dem 24. Platz der russischen Elo-Rangliste.